# Robert Motherby (Politiker)
Robert Motherby (* 4. April 1808 in Königsberg; † 17. April 1861 in Arnsberg, Kreis Preußisch Eylau) war ein deutscher Arzt, Gutsbesitzer und Parlamentarier.

## Leben
Robert Motherby wurde geboren als Sohn des ostpreußischen Arztes und Landwirts William Motherby und der Johanna geb. Tillheim (1783–1842). Sein Großvater war der aus England nach Königsberg eingewanderte Kaufmann Robert Motherby, ein Freund Immanuel Kants. Er besuchte von 1819 bis 1822 die Erziehungsanstalt Schnepfenthal. Von 1827 bis 1831 studierte er Medizin an der Friedrich-Wilhelms-Universität Berlin und der Albertus-Universität Königsberg. 1829 wurde er Mitglied der Corpslandsmannschaft Littuania. 1831 wurde er zum Dr. med. promoviert. Anschließend wurde er Arzt in Königsberg. Später übernahm er das Gut seines Vaters in Arnsberg, Kreis Preußisch Eylau. Am 8. August 1837 heiratete Robert Motherby die gebürtige Mannheimerin Elisabeth Ritzhaupt (* 1. April 1820; † 25. April 1897 in Königsberg). Er gehörte zu den Gründungsmitgliedern der 1846 von Julius Rupp gegründeten freikirchlichen Gemeinde in Königsberg. Julius Rupp taufte dessen Kinder. Mathilde Rupp geb. Schiller, Rupps Ehefrau, war Taufpatin. Motherby saß 1849 in der 1. Legislaturperiode als Abgeordneter des Wahlkreises Königsberg 5 im Preußischen Abgeordnetenhaus. Er gehörte der Fraktion der Linken an. Er starb kurz nach seinem 53. Geburtstag.